# Tom Nicolson
Tom Nicolson (Thomas Rae Nicolson; * 3. Oktober 1879 in Tighnabruaich, Argyll and Bute; † 18. April 1951 in Glasgow) war ein britischer Hammerwerfer und Kugelstoßer, der an zwei Olympischen Spielen teilnahm.
1908 in London wurde er Vierter im Hammerwurf und schied im Kugelstoßen in der Vorrunde aus. 1920 in Antwerpen wurde er Sechster im Hammerwurf.
Insgesamt wurde er sechsmal britischer Meister im Hammerwurf (1903–1905, 1907, 1909, 1912) und einmal im Kugelstoßen (1903).

## Persönliche Bestleistungen
- Kugelstoßen: 13,43 m, 16. Juli 1904, Belfast
- Hammerwurf: 51,71 m, 6. August 1904, Glasgow